# Hummadagallu, Hosanagara
Hummadagallu là một làng thuộc tehsil Hosanagara, huyện Shimoga, bang Karnataka, Ấn Độ.